# Capillas
Capillas – gmina w Hiszpanii, w prowincji Palencia, w Kastylii i León, o powierzchni 18,27 km². W 2011 roku gmina liczyła 90 mieszkańców.